# Andreas Charitou
Andreas Charitou (in greco: Ανδρέας Χαρίτου; 29 dicembre 1961) è un ex calciatore cipriota, di ruolo portiere.

## Carriera

### Club
Ha giocato nella massima serie cipriota con l'Omonia.

### Nazionale
Ha esordito con la nazionale cipriota nel 1984, giocando 15 partite fino al 1991.

## Palmarès

### Club

#### Competizioni nazionali
- Campionato cipriota: 3

Omonia: 1984-1985, 1986-1987, 1988-1989
- Coppa di Cipro: 2

Omonia: 1987-1988, 1990-1991
- Supercoppa di Cipro: 3

Omonia: 1987, 1988, 1989